# Cameron Boyce
Cameron Mica Boyce, född 28 maj 1999 i Los Angeles, död 6 juli 2019  i Los Angeles, var en amerikansk skådespelare. Boyce var bland annat känd för sina roller i filmer som Mirrors, Eagle Eye, Grown Ups och Grown Ups 2. Även för rollen som Carlos i tv-filmen Descendants med uppföljare, samt för rollen som Luke Ross i Disney Channels komediserie Jessie.
Boyce avled till följd av epileptiskt anfall.

## Filmografi

### Film
| År   | Titel                                | Roll           | Anmärkningar |
| ---- | ------------------------------------ | -------------- | ------------ |
| 2008 | Mirrors                              | Michael Carson |              |
| 2008 | Eagle Eye                            | Sam Holloman   |              |
| 2010 | Grown Ups                            | Keithie Feder  |              |
| 2011 | Judy Moody and the Not Bummer Summer | Hunter         |              |
| 2013 | Grown Ups 2                          | Keithie Feder  |              |
| 2020 | Showbiz Kids                         | Honom själv    | Dokumentär   |
| 2020 | Runt                                 | Cal            | Postumt      |

### TV-serier
| År        | Titel                                   | Roll                       | Anmärkning                                    |
| --------- | --------------------------------------- | -------------------------- | --------------------------------------------- |
| 2008      | General Hospital: Night Shift           | Michael "Stone" Cates, Jr. | Återkommande roll                             |
| 2011      | Lycka till Charlie!                     | fake Gabe Duncen           | Avsnitt: "The Singin' Dancin' Duncans"        |
| 2011      | Shake It Up                             | Lil Highlighter Dancer     | Avsnitt: "Throw It Up"                        |
| 2011–2015 | Jessie                                  | Luke Ross                  | Huvudroll                                     |
| 2012-2014 | Jake och piraterna i Landet Ingenstans  | Jake                       | Huvudröstroll (säsonger 2–3)                  |
| 2014      | Ultimate Spider-Man                     | Luke Ross                  | Röstroll; avsnitt: "Halloweenkväll på museet" |
| 2015–2017 | Gamer's Guide to Pretty Much Everything | Conor                      | Huvudroll                                     |
| 2015      | Liv och Maddie                          | Krahgg                     | Avsnitt: "Prom-a-Rooney"                      |
| 2015      | Descendants                             | Carlos                     | TV-film                                       |
| 2015–2017 | Descendants: Wicked World               | Carlos                     | TV-shorts: huvudröstroll                      |
| 2016      | Bunk'd                                  | Luke Ross                  | Avsnitt: "Luke's Back", "Luke Out below"      |
| 2016      | Code Black                              | Brody                      | Avsnitt: "Love Hurts"                         |
| 2017      | Descendants 2                           | Carlos                     | TV-film                                       |
| 2017      | Spider-Man                              | Shocker / Herman Schultz   | Röstroll; avsnitt: "Osborn Academy"           |
| 2019      | Descendants 3                           | Carlos                     | TV-film; postumt                              |
| 2019      | Mrs. Fletcher                           | Zach                       | 5 avsnitt; Huvudroll; postumt                 |
| 2021      | Paradise City                           | Simon Ostergaard           | 8 avsnitt; postumt                            |

### Webbserier & TV-spel
| År   | Titel                               | Roll                       | Anmärkning                     |
| ---- | ----------------------------------- | -------------------------- | ------------------------------ |
| 2010 | The Legion of Extraordinary Dancers | Young Jasper               | Webbserier; avsnitt: "Origins" |
| 2010 | Just Dance Kids                     | Coach och bakgrundsdansare | TV-spel                        |

## Utmärkelser
| År   | Utmärkelse              | Kategori                                                                    | Arbete                               | Resultat |
| ---- | ----------------------- | --------------------------------------------------------------------------- | ------------------------------------ | -------- |
| 2012 | Young Artist Award      | Best Performance in a Feature Film – Young Ensemble Cast                    | Judy Moody and the Not Bummer Summer | Vann     |
| 2018 | Pioneering Spirit Award | Inspirational efforts to support the fight against the world's water crisis | Thirst Project                       | Vann     |